# 1981 год в музыке

## События
- Первые сольные концерты Валерия Леонтьева в Ленинграде.
- Брэд Уитфорд ушёл из «Aerosmith» а его место занял Рик Дьюфей.
- 1 августа начал вещание музыкальный канал MTV.
- Образование одних из родоначальников глэм-металла Mötley Crüe.
- Образована американская метал-группа Metallica.
- Образована бельгийская музыкальная группа Front 242
- Образована группа Napalm Death, одни из родоначальников жанра грайндкор.
- Образована группа Slayer
- Образована группа Anthrax
- 19 августа в Лондоне образована поп-группа Pet Shop Boys
- Образована рок-группа Sonic Youth.
- В Испании образована поп-группа Mecano.
- Образована американская метал-группа Pantera.
- Образована финская метал-группа Lyijykomppania.
- Образована рок-группа ДДТ
- Образована рок-группа Гарин и Гиперболоиды
- Образована рок-группа Круиз
- Образована рок-группа Пикник
- Образована рок-группа Search
- Образована британская поп-рок-группа The Blow monkeys
- Распалась группа Throbbing Gristle, одни из родоначальников жанра индастриал.
- Распался испанский дуэт Baccara.

## Хронология
- 18 января — Вокалистка «Plasmatics» Уэнди О. Уильямс арестована полицией г. Милуоки за непристойное поведение на сцене (ей было предъявлено обвинение в имитации полового акта с кувалдой).
- 14 февраля — Билли Айдол покинул панк-рок-группу «Generation X» и начал сольную карьеру.
- 15 февраля — Блюзовый гитарист Майк Блумфилд был найден мёртвым в Сан-Франциско. Как было выяснено позже, причиной смерти стала случайная передозировка наркотиков.
- 8 марта — В Ленинграде открылся первый в СССР рок-клуб.
- 11 апреля — Основатель и гитарист «Van Halen» Эдди Ван Хален женился на актрисе Валери Бертинелли.
- 18 апреля — Участники группы «Yes» объявили о своём распаде (однако через год музыканты вновь собрались вместе).
- 27 апреля — Группа Пола Маккартни «Wings» официально распалась.
- 5 августа — Оливия Ньютон-Джон была удостоена именной звезды на голливудской «Аллее славы».
- 12 сентября — В Нью-Йорке вновь открылся диско-клуб «Студия 54».
- 1981 — 25 ноября первый концерт Death In June в Центральном Политехническом Институте Лондона.
- 26 ноября — Джазовый музыкант Майлз Дэвис женился на американской актрисе Сисели Тайсон.
- 16 декабря — Рэй Чарльз удостоился собственной звезды на голливудской «Аллее славы».

## Выпущенные альбомы
См. также категорию музыкальных альбомов 1981 года.
- Ye-Si-Ca (Secret Service)
- A Collection of Great Dance Songs (Pink Floyd)
- Abacab (Genesis)
- 4 (Foreigner)
- Computerwelt (Kraftwerk)
- Dare (The Human League)
- Deus (Адриано Челентано)
- Diary of a Madman (Ozzy Osbourne)
- Difficult to Cure (Rainbow)
- Discipline (King Crimson)
- Fair Warning (Van Halen)
- For Those About to Rock (We Salute You) (AC/DC)
- Ghost in the Machine (The Police)
- Killers (Iron Maiden)
- Kim Wilde (Kim Wilde)
- Koo Koo (Debbie Harry)
- Mob Rules (Black Sabbath)
- Moving Pictures (Rush)
- No Sleep ’til Hammersmith (Motörhead)
- Pleasant Dreams (Ramones)
- Point of Entry (Judas Priest)
- Season of Glass (Йоко Оно)
- The Visitors (ABBA)
- Tattoo You (The Rolling Stones)
- Time (Electric Light Orchestra)
- Trancefer (Klaus Schulze)
- Welcome to Hell (Venom)
- Speak & Spell (Depeche Mode)
- Meets the Almighty (Supermax)
- Music from “The Elder” (Kiss)
- Fun in Space (Роджер Тейлор)
- Dance Macabre (Ekseption)
- Bad Boys (Baccara)
- Синий альбом (Аквариум)
- Треугольник (Аквариум)
- Трек II (Трек)
- Супермен (Карнавал)
- Земляне 81 — Садовое кольцо (Земляне, магнитоальбом)

## Продажи
- Самый продаваемый альбом в США (Billboard Top 200) — «Escape» (Journey) (10 миллионов копий)
- Самый продаваемый сингл в США (Billboard Hot 100) — «Bette Davis Eyes» (Ким Карнс)
- Самый продаваемый альбом в Великобритании — «Queen’s Greatest Hits» (Queen)
- Самый продаваемый сингл в Великобритании — «Don’t You Want Me» (Human League)

## Награды
- «Грэмми» за альбом года — Джон Леннон и Йоко Оно за «Double Fantasy»
- «Грэмми» за запись года — Ким Карнс за «Bette Davis Eyes»
- «Грэмми» за песню года — «Bette Davis Eyes»
- Лучшая песня согласно журналу Rolling Stone — «Super Freak» (Рик Джеймс)

### Зал славы авторов песен
- Сай Коулман[1]
- Джерри Ливингстон[англ.][2]
- Джонни Маркс[англ.][3]

Награда Джонни Мерсера:
- Йип Харбург[4]

Награда Сэмми Кана за жизненные достижения:
- Тони Беннетт[5]

Награда Хауи Ричмонда создателю хитов:
- Чак Берри[6]

### Зал славы кантри
- Вернон Далхарт[англ.][7]
- Грант Тёрнер[англ.][8]

## Лучшие песни года
- Every Little Thing She Does Is Magic (The Police)
- Start Me Up (The Rolling Stones)
- In the Air Tonight (Phil Collins)
- Just Can’t Get Enough (Depeche Mode)
- Super Freak (Rick James)
- Ticket to the Moon (Electric Light Orchestra)
- Tom Sawyer (Rush)

## Лучшие песни года СССР
- «Каратэ», «Каскадёры» (Земляне)

## Родились
- 11 января — Джамелия — британская певица, автор песен, модель, актриса
- 15 января — Pitbull — американо-кубинский рэпер, певец и музыкальный продюсер
- 31 января
  - Джастин Тимберлейк — американский певец, автор песен, композитор, продюсер, танцор и актёр, вокалист группы ’N Sync
  - Юлия Началова (ум. 2019) — российская певица, телеведущая и актриса
- 26 марта — Пьо Зея То (ум. 2022) — мьянманский политик и рэпер
- 16 апреля — Надежда Ручка — российская певица, актриса, поэтесса украинского происхождения, бывшая солистка группы «Блестящие»
- 4 мая — Даллон Уикс — американский музыкант, певец и автор песен, басист группы Panic! At the Disco
- 7 мая — Мария Раднер (ум. 2015) — немецкая оперная певица (контральто)
- 27 июня — Микабен (ум. 2022) — гаитянский певец, гитарист, автор песен и музыкальный продюсер
- 15 июля — Ференц Бернат — венгерский гитарист, композитор, кандидат искусствоведения, Посол Мира
- 31 июля — М. Шадоус — вокалист американской метал-группы Avenged Sevenfold
- 8 августа — Харель Скаат — израильский певец, автор песен
- 4 сентября — Бейонсе Ноулз — американская певица, актриса, продюсер
- 23 сентября — Натали Хорлер — немецкая певица, солистка группы «Cascada», журналистка и телеведущая английского происхождения.
- 26 сентября — Яо Бэйна (ум. 2015) — китайская певица
- 14 октября — Руслан Алехно — белорусский эстрадный певец и музыкант
- 31 октября — Фрэнк Айеро — американский музыкант, ритм-гитарист и бэк-вокалист группы My Chemical Romance
- 17 ноября — Сара Хардинг (ум. 2021) — британская певица, модель и актриса, вокалистка группы Girls Aloud
- 2 декабря — Бритни Спирс — американская поп-певица, актриса, танцовщица и автор песен
- 13 декабря — Эми Ли — американская певица, поэтесса и пианистка, вокалистка и клавишница группы Evanescence
- 15 декабря — Мишель Докери — английская актриса и певица
- 18 декабря — Хуари Манар (ум. 2019) — алжирский певец
- 24 декабря — Дима Билан — российский певец
- 1981 — Таня Чретник, словенский музыкант, аккордеонистка фолк-группы «Navihanke[словен.]»

## Скончались
- 2 января — Бад Грин[англ.] (83) — американский автор песен
- 22 января — Франко Аббьяти (82) — итальянский музыковед и музыкальный критик
- 9 февраля — Билл Хейли (55) — американский музыкант, певец и автор песен
- 15 февраля — Майк Блумфилд (37) — американский блюзовый гитарист и композитор
- 21 февраля — Рон Грэйнер[англ.] (58) — австралийский и британский композитор
- 5 марта — Йип Харбург (84) — американский поэт-песенник и либреттист
- 14 марта — Давид Ханджян (40) — советский армянский дирижёр, пианист и композитор
- 27 апреля — Мюнир Сельчук (80/81) — турецкий певец и композитор
- 28 апреля — Стив Карри[англ.] (33) — британский музыкант, бас-гитарист группы T. Rex
- 6 мая — Василий Авраменко (85) — украинский, канадский и американский танцовщик, хореограф, режиссёр, актёр и танцевальный педагог
- 11 мая — Боб Марли (36) — ямайский гитарист, певец и композитор
- 6 июня — Юозас Каросас (90) — литовский композитор, дирижёр, органист и педагог
- 1 июля — Раштон Морив[англ.] (32) — американский музыкант, бас-гитарист группы Steppenwolf
- 10 сентября — Риад аль-Сунбати (74) — египетский композитор и музыкант
- 22 сентября — Гарри Уоррен (87) — американский автор песен и пианист
- 16 октября — Эдвард Хеймен[англ.] (74) — американский поэт-песенник и продюсер
- 24 октября — Бернар Гавоти (73) — французский органист, музыковед и музыкальный критик
- 5 ноября — Георгий Хубов (79) — советский музыковед, педагог и общественный деятель
- 25 ноября — Джек Альбертсон (74) — американский актёр, комик и певец
- 9 декабря — Сонни Тил[англ.] (53) — американский певец, вокалист группы The Orioles
- 21 декабря — Эрик Форделль (64) — финский и шведский композитор, дирижёр, пианист и музыкальный педагог
- 27 декабря — Хоги Кармайкл (82) — американский певец, автор песен и музыкант